# 海岸侵食

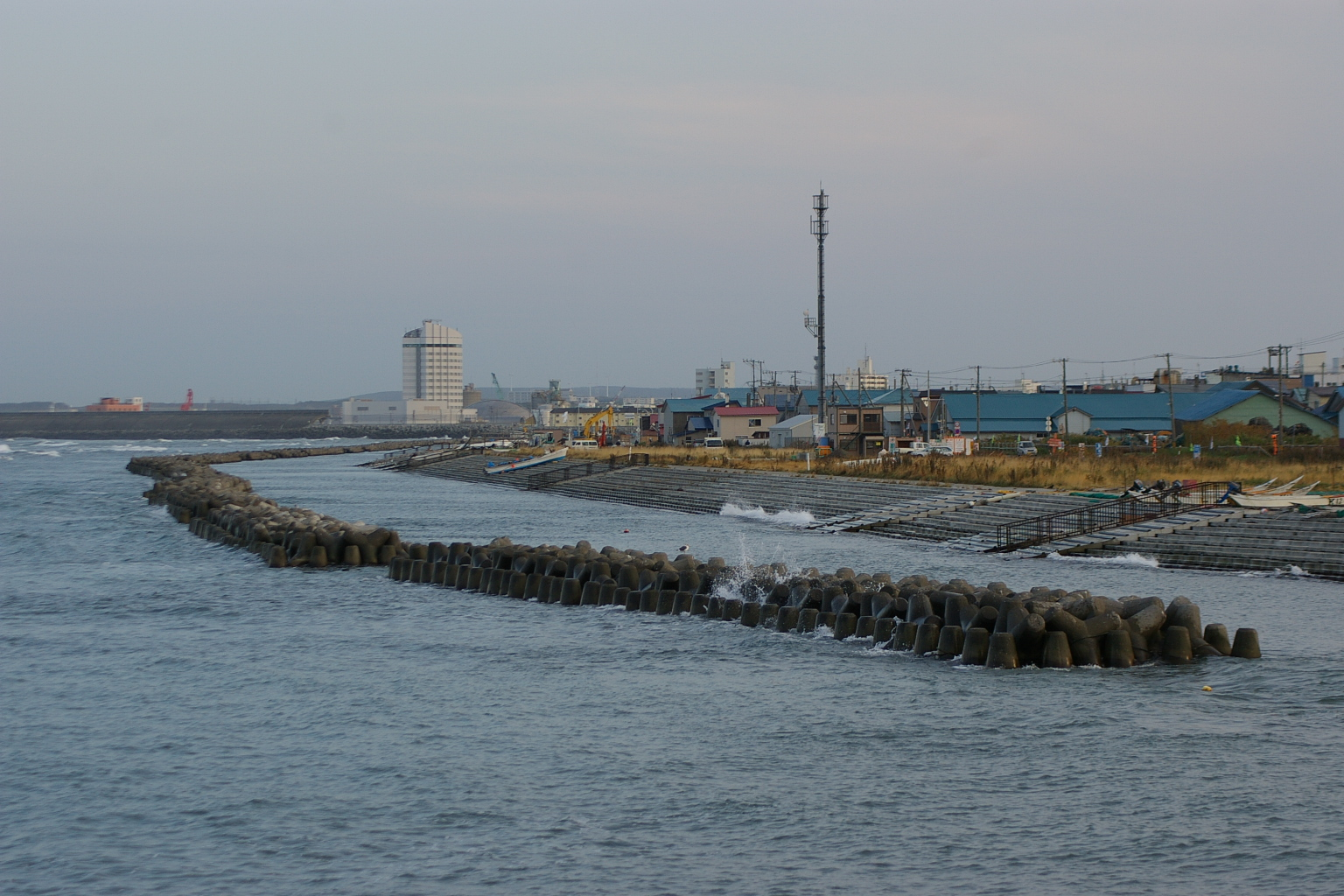
消波ブロックを使用した海岸保護（離岸堤）

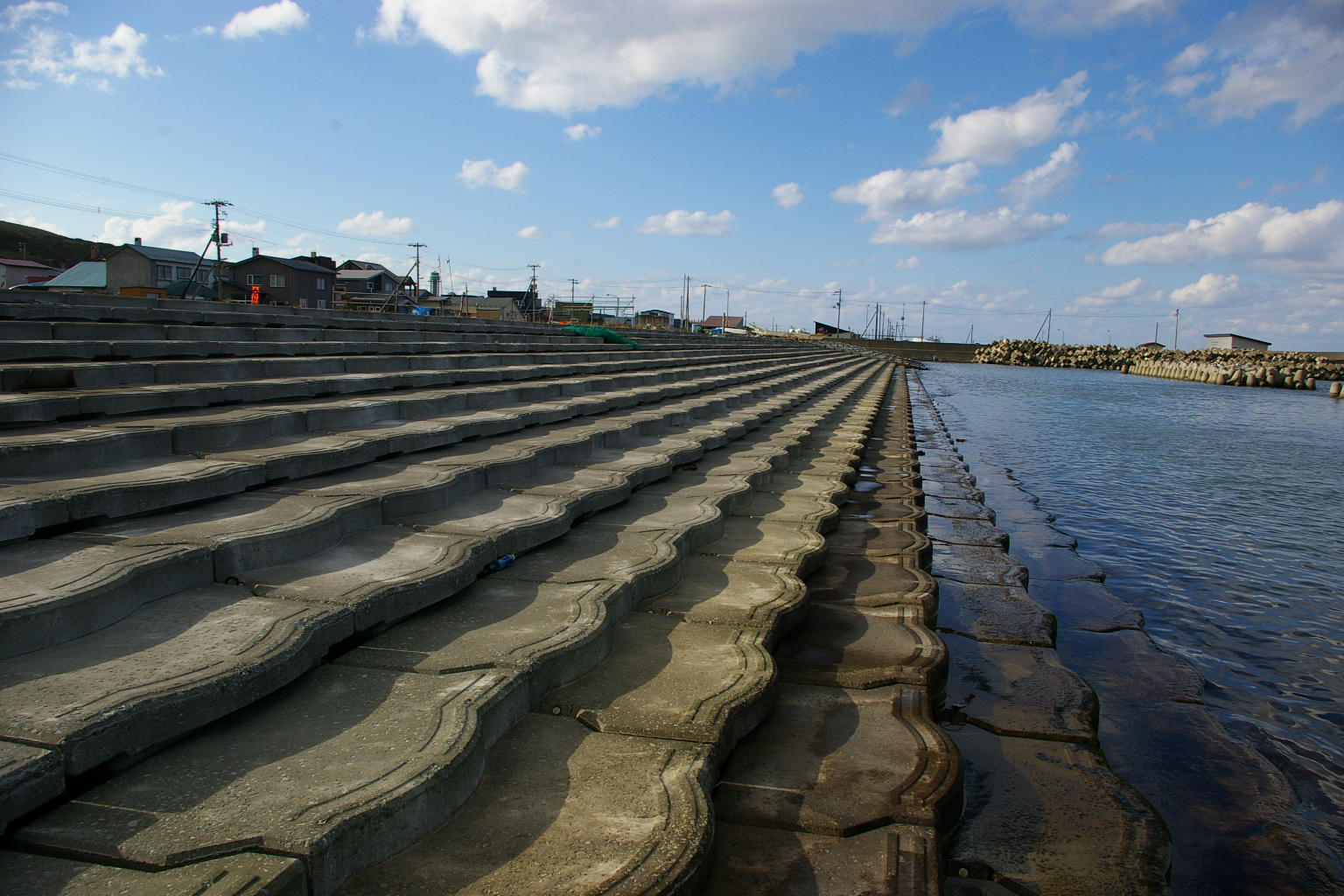
雁木による護岸

海岸侵食（かいがんしんしょく、英語：coastal erosion）とは、主に砂浜海岸において、定着堆積する土砂量が、流出する土砂量を下回り、結果的に海岸から土砂が減少し汀線が後退する現象をいう。広義には、汀線後退のみならず海底勾配が急傾斜化する現象を含む。

## 概要
海岸は、侵食と堆積の均衡によって維持形成される地形であることから、侵食が堆積を超過する状態が継続することによって、総体としての海岸の侵食が生ずる。
海岸侵食は、気象の変化による波向きや風向きの変化、温暖化に伴う海面上昇、コンクリートの材料としての海浜及び河川における砂利採取などが指摘されている。最も大きな原因としては、河川にダム等の構造物が多く建設されたことにより、河川から海岸へ流れ込む土砂の絶対量の減少が挙げられる。
港や突堤の建設により砂の移動の連続性が断たれ、その上手では砂が堰き止められることで堆積し、下手では砂の供給不足により侵食することもある。この侵食はさらに下手へ伝播し広範囲に影響を及ぼすこともある。

## 影響
遠浅の海岸では、津波や高波のパワーは重力との拮抗で陸に到達するまでに弱くなるが、遠浅でない海岸では、波浪のパワーが海岸に直接あたるとして、遠浅に堆積する土砂による津波や高波の力を低減する防災効果を低減する防災上の影響が指摘されている。海岸侵食によって日本では毎年160haもの国土が失われている。

## 要因
海岸侵食は、ほぼ日本全国で起こっている現象であるが、特に静岡県・富山県等の中部山岳地帯を源とする河川の河口を持つ県で顕著である。中部山岳地帯にはフォッサマグナが走っており、地すべり多発地帯であるがゆえ、河川の土砂運搬量は非常に多い。それがダム等によって遮られることで、河口では流入土砂量が激減する。そのため、豊富な流出土砂によって形成されていた砂浜海岸が、土砂不足により侵食を受けることになる（例：中田島砂丘（静岡県浜松市）の項参照）。
また、河川以外の土砂の供給源である海食崖等の護岸による供給減による汀線の後退（例としては九十九里浜）や、河川の流路を人工的に変えたために元々の流路の河口に土砂が到達しなくなったことによる侵食（例としては新潟海岸）なども指摘されている。
なお、多くの場合は土砂収支のみで考えられがちであるが、長期的な地殻変動などの影響も大変大きく、実際の状況を正しく理解するには、地球科学的な検証が必要である。

### 沿岸漂砂による海岸侵食
沿岸域には、沿岸流という汀線に平行な流れが生じている。この沿岸流と汀線に斜めに入射してくる波によって沿岸漂砂（汀線に平行な向きの砂の移動。正確に述べると、砂の移動を表すベクトルの汀線に平行な成分）が発生する。なお、漂砂の移動する沿岸域は、おおよそ水深約20mが限界であり、勾配を考えるとせいぜい沖合1kmまでであると考えられてきた。しかし、海底で発生する重力流などの流れが発生すると、勾配が緩くても流れは急にとまることがなく、場合によっては深海底にまで到達している。自然現象の把握を怠った対策を行うと、かえって侵食を招く結果となる。多くの海岸対策は、実情を把握できていないシミュレーション等に頼った対策を講じているためであると考えられる。
基準点から汀線までの距離を{\displaystyle x_{s}}、x軸に直角にy軸をとると、汀線の変化は
{\displaystyle {\frac {\partial x_{s}}{\partial t}}=\varepsilon {\frac {\partial ^{2}x_{s}}{\partial y^{2}}}}
という拡散方程式で記述される。

### 砂礫供給の減少
河川における砂利採取による砂礫供給減少や、土砂災害対策としての砂防ダムによる河川への砂礫供給減少は、河川から海岸への砂礫供給減少要因となる。ダムと環境#堆砂も参照。

## 対策
海岸侵食に対する対策は、突堤やヘッドランドを建設し堆砂をうながす手法と、ダムの放流法や工法の検討により河川からの土砂供給量を増加させる手法とに大別される。

### 海岸における砂礫流出への対策
沿岸漂砂の堆積を促す手法としては、堤防、護岸、消波堤、突堤群、離岸式ヘッドランド工法、人工リーフ（潜堤）工法、突堤式ヘッドランド（人工岬）工法、ワイングラス型防波堤、人工海浜、サンドバイパス工法、養浜工法および複数の工法を組み合わせた工法などがある。
なお、天の橋立においても侵食は問題となっており、突堤建設・サンドリサイクルなどの対策が行われている。

### 砂礫供給不足への対策
砂防ダムの工法を、土砂を全部貯めるのではなく、災害を起こすような巨石や流木を止め、粒径の小さな砂利は下流へ流すスリット型ダムを採用するなど、山から川、海岸までの自然の土砂の流れを極力妨げない総合土砂管理という取組みが着手されている。

## 課題
海岸侵食対策において、侵食対策による侵食や、侵食対策による漁業への影響と補償など、様々な課題が生じる。

### 侵食対策による侵食
沿岸漂砂の上流域において漂砂の堆積を促す工法を実施することは、その地点より下流域において漂砂供給の減少要因となることから、侵食対策による侵食が発生することから、侵食対策の実施は地域間の調整に留意が必要となる。

### 侵食対策による漁業への影響と補償
海岸侵食対策のための施策は、海底地形など海洋生物の生態環境へ多大な影響を及ぼし、漁場分布に大きな影響があり、漁業権のある漁場への影響とその補償が課題となる。構造物の建設費用のみならず補償対策費が、行財政への大きな負荷となる。